# Modulo SAM
Un modulo SAM (Secure Access Module) è costituito fisicamente da una smart card che custodisce una chiave crittografica che può essere impiegata per diversi scopi.

## Componenti dei moduli SAM
I moduli SAM sono costituiti da diverse componenti:
- protocolli di comunicazione;
- microchip;
- Memoria EEPROM e memoria RAM;
- sistema operativo;
- algoritmi crittografici aggiunti al sistema operativo;
- eventuali coprocessori matematici (come DES, DESX o RSA);
- eventuale presenza di comandi proprietari.

## Caratteristiche dei moduli SAM
Un modulo SAM può contenere più chiavi per effettuare differenti operazioni. Esistono diversi tipi di moduli SAM. Ad esempio, nei sistemi di bigliettazione elettronica, esistono:
- modulo SAM usato per il validatore;
- modulo SAM per le ricariche dei titoli di viaggio;
- modulo SAM i per il controllo;
- moduli SAM usati per la personalizzazione della tessera;
- moduli SAM usati per validazione di tessera e dati;
- moduli SAM usati per inizializzazione e personalizzazione di altri moduli SAM (i moduli SAM sono realizzati a partire da altri moduli SAM utilizzati appositamente).

## Uso dei moduli SAM nei sistemi di bigliettazione elettronica
Uno dei principali campi di applicazione dei moduli SAM è nell'ambito dei sistemi di bigliettazione elettronica del trasporto pubblico.
Nel trasporto pubblico le transazioni sono "processate" off-line. I validatori a bordo dei mezzi necessitano quindi delle chiavi crittografiche per accedere alla memoria delle smart card per l'autenticazione. I moduli SAM vengono inseriti in ognuno dei validatori installati a bordo dei mezzi e autenticano le transazioni con le smart card che contengono i titoli di viaggio elettronici attraverso l'uso della firma MAC, che viene calcolata utilizzando algoritmi crittografici con chiavi contenute e gestite dagli stessi moduli SAM. Se la verifica ha esito positivo, il validatore può accedere alla memoria della smart card ed effettuare la transazione.
Questa procedura consente di avere elevata sicurezza, in quanto consente di evitare di registrare le chiavi crittografiche direttamente nel software dei validatori. Non si può leggere una chiave contenuta in un modulo SAM, ma solo usarla attraverso il software del terminale se si è autorizzati a farlo.
Le chiavi contenute nel modulo SAM sono utilizzate per l'autenticazione della smart card, così come per la sicurezza "end to end" (crittografia e creazione della firma MAC) per la comunicazione con il sistema finale (es. dispositivo).
Esempi di modulo SAM possono essere il Mifare DESFire SAM o il Calypso SAM, ma ne esistono in realtà molti e con differenti funzioni. Con la convergenza dei sistemi di pagamento, in futuro si potrebbero probabilmente trovare anche SAM con funzioni di pagamento per VISA o Mastercard.
Recenti applicazioni consentono di effettuare le operazioni di autenticazione della tessera, crittografia della transazione e gestione della firma MAC attraverso internet da SAM remoti che possono operare avendo a disposizione un tempo adeguato (almeno 1-2 secondi). In tal modo si può utilizzare un validatore (es. conforme alla specifica ISO 14443) dotato del minimo software indispensabile (o anche un browser internet). Tale tecnica è utilizzata anche per consentire transazioni tramite la tecnologia per telefonia mobile NFC (Near Field Communication).